# Hochheideturm
Der Hochheideturm (auch Ettelsbergturm oder Willinger Hochheideturm genannt) ist ein 59 m hoher Aussichtsturm im Rothaargebirge auf dem 837,7 m ü. NHN hohen Ettelsberg bei Willingen im Landkreis Waldeck-Frankenberg, Hessen. Er ist nach der 2 km südwestlich des Turmes gelegenen Niedersfelder Hochheide benannt.

## Turmbeschreibung

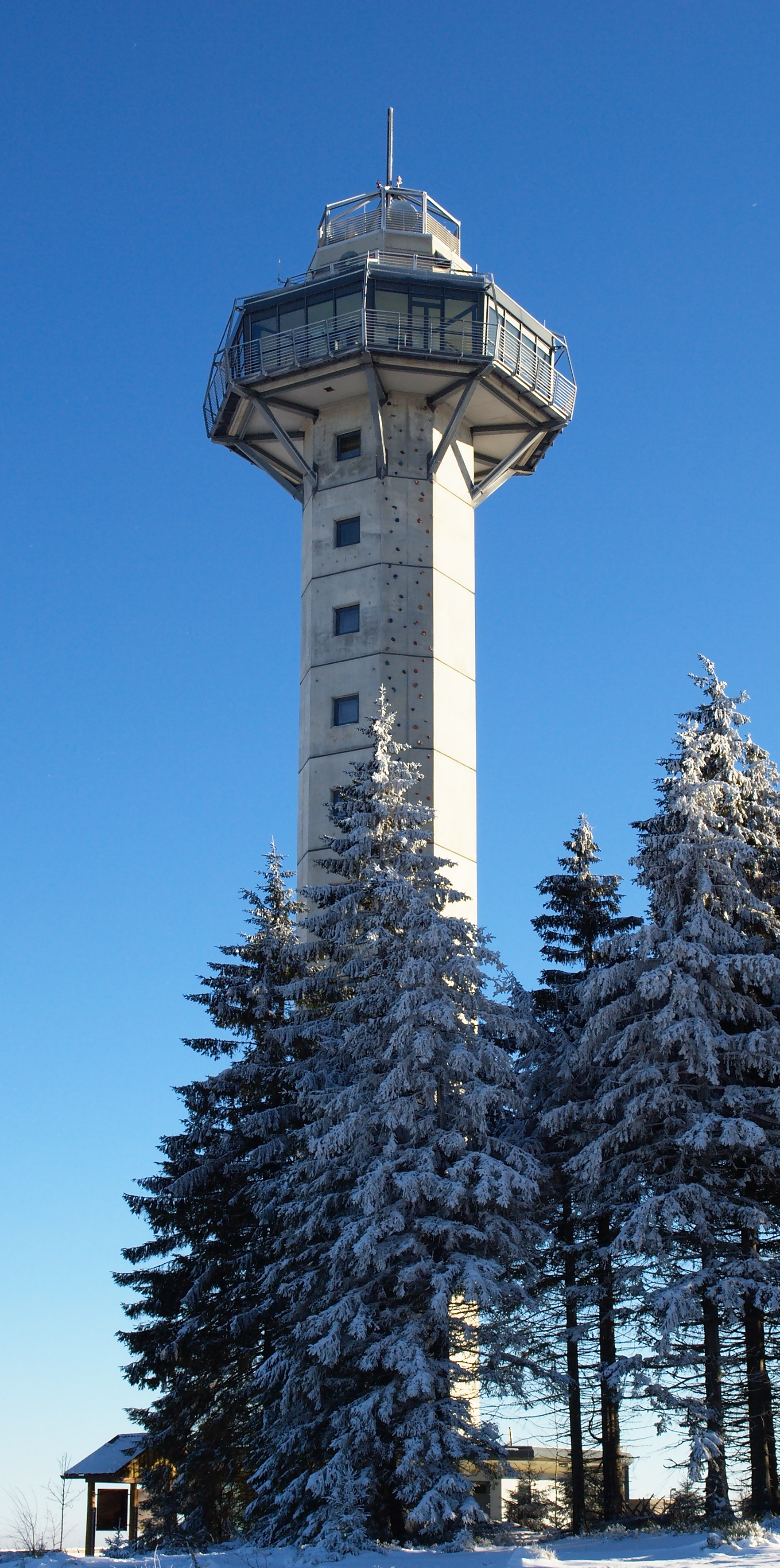
Hochheideturm (2009)

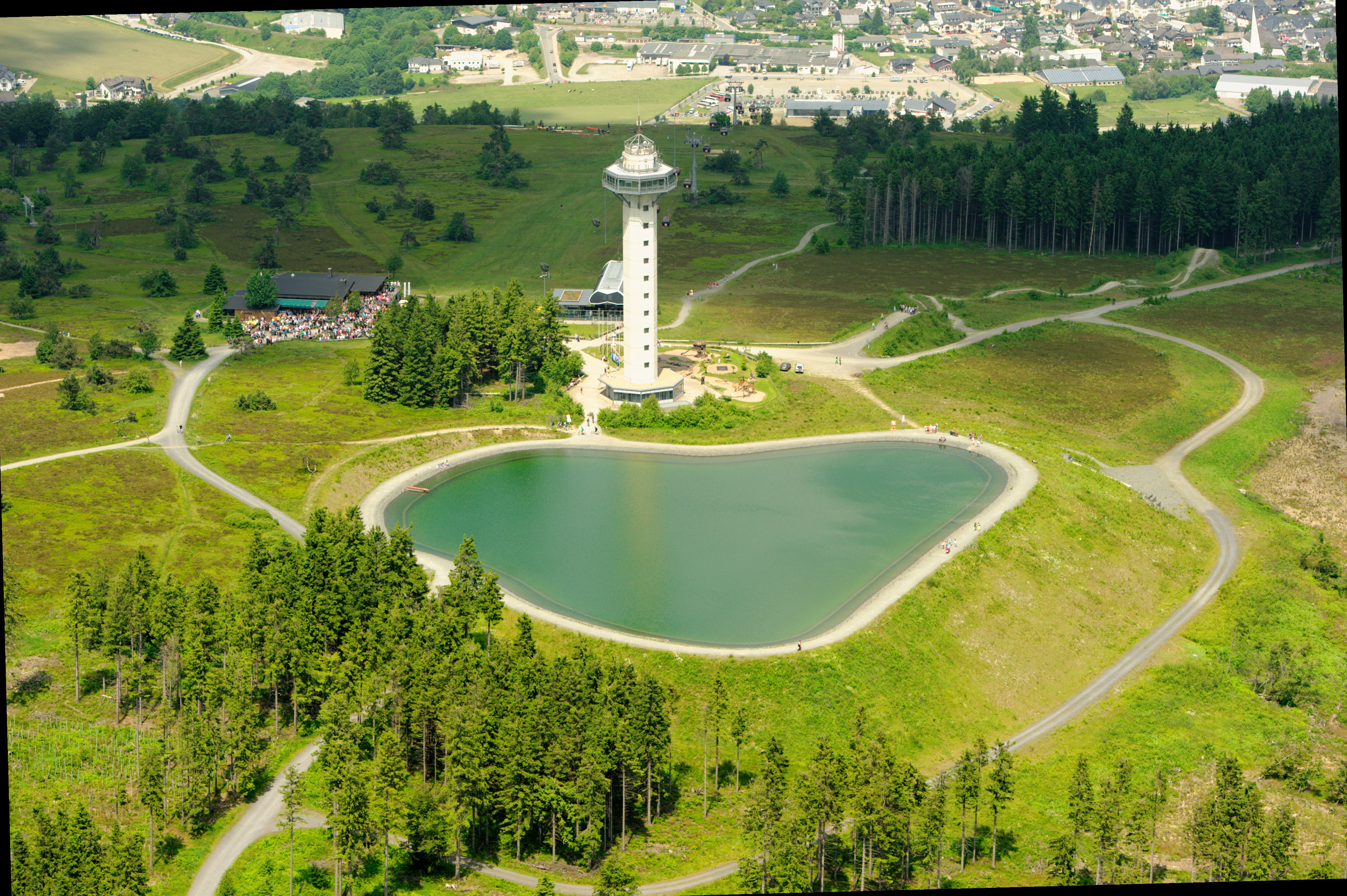
Luftaufnahme des Hochheideturms

Der Hochheideturm, dessen Fundament sich auf 831 m Höhe befindet, steht etwa 150 m ostnordöstlich des Ettelsberggipfels oberhalb der Ettelsberg-Gondelbahn und dem dortigen Skigebiet Willingen; neben dem Turm liegt ein Speicherbecken, dessen Wasser der künstlichen Beschneiung von Skipisten dient.
Der Turm hat eine vollständig verglaste Aussichtsplattform von 12 m Durchmesser auf 44 m Turmhöhe, was mit 875 m Höhe dem höchsten begehbaren Aussichtspunkt Nordwestdeutschlands entspricht. Die Plattform ist über 241 Stufen oder über einen Aufzug für acht Personen zugänglich. Es bietet sich eine Rundumsicht über Großteile von Rothaargebirge, Hochsauerland und Upland. An klaren Tagen sind Fernblicke bis zum Teutoburger Wald, Weserbergland, Harz, Habichtswälder Bergland, Hohen Meißner, Thüringer Wald, Knüll, Kellerwald, zur Rhön, zum Vogelsberg und Taunus möglich.
Über der Aussichtsplattform befindet sich ein Technikgeschoss, in dem Sendegeräte für den nichtöffentlichen Landfunkdienst untergebracht sind. An der Nordwestseite des Turmes ist eine Kletterwand angebracht, die mit einer Höhe von 42 m eine der höchsten künstlichen Kletterwände Europas ist.

## Konstruktion, Bauzeit und Einweihung
Der als Stahlbetonkonstruktion mit achteckigem Querschnitt ausgeführte Hochheideturm wurde vom Architekturbüro Karl Suck in Korbach entworfen. Mit dem Bau des Turms, welcher der Ettelsberg-Seilbahn GmbH & Co. KG. gehört und dessen Baukosten 2 Millionen Euro betrugen, wurde im November 2001 begonnen, nachdem am 16. Oktober 2001 die Baugenehmigung erteilt worden war.
Die Grundsteinlegung fand im November 2001 statt. Am 31. Januar 2002 war das Fundament fertiggestellt, am 15. April 2002 begannen die Hochbauarbeiten. Richtfest für den Turm war am 19. August 2002, am 27. September 2002 waren die Hochbauarbeiten abgeschlossen. Am 28. September 2002 Tag wurde der Turm für das Publikum geöffnet. Die offizielle Einweihung fand am 18. Oktober 2002 statt.